# Pokémon Ranger
Pokémon Ranger (ポケモンレンジャー?, Pokemon Renjā) è un videogioco del genere action RPG sviluppato da HAL Laboratory e pubblicato dalla Nintendo per Nintendo DS.
Il gioco venne pubblicato in Giappone il 23 marzo 2006, negli Stati Uniti il 30 ottobre dello stesso anno. Il 13 aprile 2007 il videogioco arriva anche in Europa, anche se venne pubblicato in Italia solamente il 20 aprile. Nel 2008 viene sviluppato il seguito, Pokémon Ranger: Ombre su Almia. Il 25 febbraio 2016 viene distribuito nel mercato europeo per Wii U tramite Virtual Console.
Pokémon Ranger è compatibile con Pokémon Diamante e Perla e permette ai giocatori di questi titoli di ottenere tramite scambio il Pokémon misterioso Manaphy.

## Trama
Il gioco si svolge nella regione di Fiore dove Lunick (カヅキ?, Kazuki) e Solana (ヒナタ?, Hinata) sono due Pokémon Ranger impegnati a contrastare il Team Rock, un'organizzazione criminale guidata da Mortimer che ha intenzione di catturare i Pokémon leggendari per utilizzarli nella conquista del mondo. Aiutati dagli altri Ranger della regione, i ragazzi affronteranno i membri del Team Rock e Mortimer.

### Personaggi
I personaggi giocanti del videogioco sono Lunick e Solana. I 5 avversari dei protagonisti sono Vanda (Tiffany), Claudio (Clyde), Boris (Billy), Pietro (Garret) e Mortimer (Gordor). I 4 Ranger Leader si chiamano Furio (Borgovera), Costantino (Villestate), Savino (Autunnia) e Nevia (Invernopoli). Il professore di Fiore è il Professor Frenesio (Professor Hastings), inventore del super Styler. Altri personaggi sono Willy (Murph), Laila (Leilani), Pino (Percy) e Chris.

## Modalità di gioco

### La cattura e lo Styler
Lo Styler fa la sua prima apparizione in questo videogioco ed è uno strumento che ha lo scopo di intrappolare i Pokémon. L'obiettivo del giocatore è accerchiare il Pokémon, mediante lo stilo, in un determinato campo di cattura utilizzando la parte di Styler a forma di trottola. Completato un cerchio scomparirà la Linea di Cattura, di colore blu, e verrà mostrato il numero di anelli richiesti per catturare il Pokémon. Una volta apparsa la scritta "OK" il Pokémon sarà catturato, ma se viene accerchiato ulteriormente è possibile accumulare ulteriori punti esperienza. Se la Linea di Cattura tocca il Pokémon l'anello si rompe, e se il Pokémon attacca la Linea di Cattura, oltre a rompersi l'anello, lo Styler perde energia. Una volta terminata l'energia il gioco termina. Un Pokémon catturato diventerà amico del protagonista e lo seguirà per fornire eventuale aiuto. È inoltre possibile liberarlo.

### Poké Tattiche
Molti Pokémon hanno una Poké Tattica che può essere utilizzata durante i combattimenti per tramortire i nemici, aumentare la forza della tua Linea di Cattura o per intrappolare i Pokémon che si muovono troppo velocemente, semplificando quindi il processo di cattura del Pokémon. L'effetto, che comporta la liberazione del Pokémon utilizzato, varia a seconda della tipologia di quest'ultimo, e la sua efficacia varia a seconda delle compatibilità di Tipo (ad esempio un Pokémon di Tipo Fuoco non verrà influenzato da una Poké Tattica di tipo Erba).
- Erba: dei ciuffi d'erba compaiono dove viene tracciata la Linea, e il Pokémon che li tocca rimane immobilizzato.
- Volante: chiudendo un anello si crea un turbine, che può essere lanciato verso il Pokémon per sollevarlo in aria e immobilizzarlo.
- Scarica: esclusiva del Pokémon compagno Plusle o Minun, blocca il Pokémon per svariati secondi tramite una scarica elettrica, che si forma automaticamente.
- Acqua: tenendo premuto lo stylus si crea una bolla d'acqua sempre più grande, che può essere lanciata contro il nemico per inglobarlo e immobilizzarlo.
- Roccia: la Linea crea della ghiaia che immobilizza il Pokémon.
- Elettro: l'energia dello Styler viene ricaricata.
- Coleottero: forma un ammasso appiccicoso che può essere lanciato contro il Pokémon.
- Fuoco: si alza una barriera di fuoco dove viene tracciata la Linea.
- Lotta: ogni anello formato vale come due anelli.
- Terra: tracciare la Linea di Cattura fa tremare lo schermo, immobilizzando il Pokémon.
- Veleno: si alza una nebbia tossica dalla Linea di Cattura.
- Spettro: un anello completato causa l'apparizione di un fantasma che spaventa e blocca il Pokémon.
- Psico: solleva per qualche secondi i Pokémon a mezz'aria, impedendo di muoversi.
- Buio: uguale alla Tattica Lotta, ma viene ridotta l'energia dello Styler di 1/4 del totale. La durata dell'effetto dipende da quanta energia viene tolta, secondo la formula: 6s x energia usata.
- Ghiaccio: gli anelli formano stalagmiti ghiacciate, che fungono da ostacolo.

### Mosse
Molti Pokémon posseggono abilità speciali, chiamate Mosse, in base al loro gruppo di appartenenza. Tali mosse possono essere usate per frantumare massi, bruciare oggetti o per portare a termine altri compiti.
- Fuoco: può ridurre in cenere gli oggetti infiammabili come balle di fieno e alberi caduti.
- Valico: i Pokémon possono avvolgere una liana, a mo' di frusta, attorno a un appiglio distante in modo da permettere a tutta la squadra di attraversare piccoli varchi.
- Distruzione: abilità di frantumare massi, macigni e muri incrinati.
- Taglio: Pokémon con zanne ed artigli appuntiti hanno spesso la capacità di fendere gli ostacoli.
- Flash: Questa è la Mossa più rara, infatti il Pokémon Staryu è l'unico a possederla. La mossa Flash produce un'esplosione di luce che illumina permanentemente una stanza buia.
- Raffica: abilità di creare raffiche di vento.
- Ricarica: può essere utilizzata per restituire energia a uno Styler di cattura danneggiato. Quando uno styler si rompe definitivamente, termina il gioco.
- Spruzzo: può spegnere incendi e raffreddare pozze di magma. Può essere utilizzata anche sulle giovani piante per farle crescere rapidamente.
- Azione: i Pokémon possono andare all'assalto con una forza incredibile capace di far cadere oggetti da alberi, spostare cassoni e anche rovesciare alberi secchi per creare ponti.